# Souhláskové písmo
Souhláskové  nebo konsonantické písmo (označované také jako abdžad nebo abdžád, anglicky abjad) je typ písma, v němž se písmeny vyjadřují pouze souhlásky. Mezi jazyky, na jejichž zápis se používá souhláskové písmo, patří arabština, hebrejština, aramejština, perština a avestština.
Samohláskový zvuk v souhláskových písmech je implikovaný fonologicky, samohláskové značky mohou, ale nemusí být vyznačeny. Takzvané nepravé souhláskové písmo má navíc symboly (rozlišovací znaky, diakritika) i pro některé samohlásky. Příkladem nepravého souhláskového písma je arabské písmo.
Souhláskové písmo se od hláskového liší v tom, že má grafémy jen pro souhlásky. Od slabičného písma se liší tím, že v slabičném písmu jsou samohlásky zahrnuty v grafému a všechny odchylky od standardní vokalizace se musí vyznačit samohláskovými značkami.
V roce 1996 navrhl Peter T. Daniels pro souhláskové písmo název abdžad, podle arabského slova pro abecedu abdžadijjah (أَبْجَدِيَّة). Ten pochází z názvů prvních čtyř písmen arabské abecedy ا (álíf), ب (bá), ج (dzim) a د (dál) podle historického pořadí. Tento výraz se neujal hned, stejně jako jeho výraz abugida (systém založený na kombinaci konsonant+vokál), ale oba se postupně ujímají.